# Spondylus varius
Spondylus varius is een tweekleppigensoort uit de familie van de Spondylidae. De wetenschappelijke naam van de soort is voor het eerst geldig gepubliceerd in 1827 door G.B. Sowerby I.
Rechter en linker klep van hetzelfde exemplaar:

Rechter klep
Linker klep